# Cogniticien
Ne doit pas être confondu avec Cognitique.
Selon ONISEP, le cogniticien est spécialisé dans l'intelligence humaine et artificielle. Il travaille sur la cognition humaine et modélise et conçoit des machines intelligentes pouvant aider les utilisateurs dans leur travail ou leur vie quotidienne. Il s'agit d'un métier à la croisée de l'informatique, de l'automatique et des sciences humaines. 
Dans le cadre de son travail, le cogniticien doit puiser dans les 6 disciplines utilisées dans les Sciences cognitives : neurosciences, neuropsychologie, intelligence artificielle, anthropologie, Sciences du langage, philosophie,  mais aussi  ergonomie, économie, télécommunications, robotique, etc.
Les cogniticiens sont des spécialistes du fonctionnement des systèmes de connaissance : systèmes naturels, humains en premier lieu, mais aussi - c'est sans doute la partie la plus médiatisée de l'iceberg - systèmes artificiels "intelligents". Cette spécialité renvoie massivement à une culture interdisciplinaire qui lui est fondamentale.
Étant donné la diversité des applications des sciences cognitives, les travaux des cogniticiens peuvent apparaître assez différents mais c'est leur maîtrise d'un socle commun de connaissances qui en font des cogniticiens. Dès lors qu'il se fonde avant tout sur la formation initiale, le terme "cogniticien" est notamment souvent utilisé pour désigner certains professionnels du développement de systèmes experts et pour désigner certains professionnels de la gestion de connaissances (Knowledge Management).

## Formations
Formation à dominante informatique :
- Ingénieurs cogniticiens à l'Ecole Nationale Supérieure de cognitique - Bordeaux.
- Les formations de Linguistique informatique.
- Les formations reliées à l'Apprentissage automatique.

Formations à dominante de sciences cognitives :
- Université Grenoble-II - Master ICA[1].
- Université de Lorraine -  Master SCA[2].
- Université de Bordeaux - Master TECH